# Szakonyi Dániel
Szakonyi Dániel (Budapest, 1994. március 1. –) magyar válogatott vízilabdázó, a Ferencvárosi TC kapusa.

## Sportpályafutása
A BVSC-ben nevelkedett, melynek 2021-ig volt tagja, majd a Ferencvárosi TC-hez igazolt. Még ugyanezen év decemberében bekerült a Märcz Tamás által irányított válogatott világliga-keretébe. Első válogatott mérkőzése azonban még váratott magára, 2023. március 8-án debütált a Varga Zsolt vezette nemzeti együttesben, egy Zágrábban rendezett Franciaország elleni világkupa-selejtező mérkőzésen.

## Eredményei

### Klubcsapattal

#### Ferencvárosi TC
- Magyar bajnokság
  - Aranyérmes: 2021–22, 2022–23, 2023–24, 2025

- Magyar kupa
  - Aranyérmes (2021, 2022, 2023, 2024)

- Bajnokok ligája
  - Győztes: 2024, 2025
  - Bronzérmes: 2022

- LEN-szuperkupa
  - győztes: 2024[2]